# مارتسالتو
مارتسالتو (به مجاری:  Marcaltő) یک شهرداری در مجارستان است که در ناحیه پاپا واقع شده‌است. مارتسالتو ۲۲٫۰۹ کیلومتر مربع مساحت و ۸۷۱ نفر جمعیت دارد.